# Августа Саксен-Готская
Августа Саксен-Гота-Альтенбургская (нем. Augusta von Sachsen-Gotha-Altenburg; 30 ноября 1719, Гота — 8 февраля 1772, Лондон) — принцесса Уэльская, супруга принца Уэльского Фредерика и мать короля Великобритании Георга III. Троюродная сестра Екатерины II. Её имя носит город Огаста в Джорджии.

## Биография
Августа была пятнадцатым ребёнком в семье герцога Фридриха II Саксен-Гота-Альтенбургского и его супруги Магдалены Августы Ангальт-Цербстской. В 1735 году вместе со своей матерью она находилась в курфюршестве Брауншвейг-Люнебург в то время, когда там находился с визитом король Великобритании Георг II. Герцогиня и король уговорились поженить своих детей.

В 16 лет не знавшую английского языка Августу отправили в Англию, где 17 апреля в Королевской часовне Сент-Джеймсского дворца она вышла замуж за принца Уэльского Фредерика, который был старше её на 12 лет. Георг Фридрих Гендель по этому случаю написал свадебный антем «Sing unto God».
Августа вскоре узнала, что её супруг находится в затяжной ссоре со своими родителями, что вносило в её семейную жизнь массу неудобств. В 1737 году вынашивавшая первого ребёнка Августа была вынуждена по настоянию своего супруга переехать из Хэмптон-корта в Сент-Джеймсский дворец, чтобы будущие дедушка и бабушка не присутствовали при родах. Августу Фридерику Луизу, появившуюся на свет 1 августа 1737 года, архиепископ Кентерберийский крестил 29 числа того же месяца опять же в отсутствие королевской четы, что привело к окончательному разрыву Фредерика с отцом. Ему и его супруге было отказано в проживании во всех королевских дворцах, и семья принца Уэльского переехала в дом на площади Сент-Джеймс. Несмотря на всё раздражение Августа в течение всей жизни всегда подчинялась воле своего строптивого мужа.
В последующие годы семья переехала в Уайт-хаус в Кью, парком при котором Августа занималась в годы своего вдовства. Она и по сей день известна тем, что значительно расширила территорию парка при своём доме в Кью, тем самым заложив основы будущих Королевских ботанических садов в Кью. До настоящего времени в садах Кью сохранилась китайская пагода, построенная по её приказу в 1761 году. 
После смерти мужа в марте 1751 года наследником английского престола и новым принцем Уэльским стал 12-летний сын Августы Георг. Августа получила титул вдовствующей принцессы Уэльской. Согласно Акту 1751 года регентом при несовершеннолетнем принце Георге стала Августа. Уже долгое время учителем мальчика и советником семьи был Джон Стюарт, 3-й граф Бьютский, и его многочисленные визиты в Кью после смерти Фредерика стали причиной распространившихся слухов о романтических отношениях вдовы с графом, что однако так никогда и не было доказано.
Августа вернулась к придворной жизни после того, как её сын взошёл на британский престол. Она умерла 8 февраля 1772 года в лондонском Карлтон-хаусе от рака гортани и была похоронена спустя семь дней 15 февраля в Вестминстерском аббатстве.

## Потомки
У Августы и Фредерика было девять детей. Младшая дочь появилась на свет спустя два месяца после смерти отца.
- Августа Фридерика Луиза (1737—1813), замужем за герцогом Карлом II Вильгельмом Фердинандом Брауншвейг-Вольфенбюттельским
- Георг III (1738—1820), король Великобритании и Ирландии
- Эдвард Август (1739−1767), герцог Йоркский
- Элизабет Каролина (1741—1759)
- Уильям Генри (1743—1805), герцог Глостерский и Эдинбургский
- Генри Фредерик (1745—1790), герцог Камберлендский
- Луиза Анна (1749—1768)
- Фредерик Уильям (1750—1765)
- Каролина Матильда (1751—1775), замужем за королём Дании и Норвегии Кристианом VII